# Кировский сельский округ (Солнечногорский район)
Кировский сельский округ — упразднённая административно-территориальная единица, существовавшая на территории Солнечногорского района Московской области в 1994—2006 годах.
Кировский сельсовет был образован 14 июня 1954 года в составе Солнечногорского района Московской области путём объединения Дурыкинского, Льяловского и Радумльского с/с. Центром сельсовета стало селение Дурыкино.
22 июня 1954 года из Кировского с/с в Литвиновский были переданы селения Веревское, Жилино и Покров, но уже 5 июля 1956 года они были возвращены обратно.
7 декабря 1957 года Солнечногорский район был упразднён и Кировский с/с вошёл в Химкинский район.
31 июля 1959 года к Кировскому с/с были присоединены селения Безверхово, Бунтеиха, Стародальня, Холмы и Хоругвино упразднённого Литвиновского с/с.
28 июля 1960 года Химкинский район был упразднён, а Кировский с/с передан в воссозданный Солнечногорский район.
30 сентября 1960 года к Кировскому с/с было присоединено селение Чашниково упразднённого Алабушевского с/с.
26 декабря 1962 года Солнечногорский район был переименован в Солнечногорский сельский, в состав которого вошёл Кировский с/с. 
21 ноября 1964 года Солнечногорский сельский район был переименован в Солнечногорский, в состав которого вошёл Кировский с/с.
3 февраля 1994 года Кировский с/с был преобразован в Кировский сельский округ.
19 марта 2004 года из административного подчинения рабочего посёлка Менделеево в Кировский с/о был передан посёлок Красный Воин.
25 февраля 2005 года в Кировском с/о посёлок 6-й мебельной фабрики был переименован в Радищево, а посёлок совхоза Майдарово — в Майдарово.
В ходе муниципальной реформы 2004—2005 годов Кировский сельский округ прекратил своё существование как муниципальная единица. При этом деревня Льялово и посёлок Красный Воин переданы в городское поселение Менделеево, посёлок Поваровка - в городское поселение Поварово, деревни Веревское, Жилино, Клушино и Покров - в сельское поселение Лунёвское, а посёлки 6-й мебельной фабрики, совхоза Майдарово и Шишовка, деревни Безверхово, Берсеневка, Болкашино, Бунтеиха, Дурыкино, Липуниха, Никольское, Радумля, Стародальня, Холмы, Хоругвино и Чашниково - в сельское поселение Пешковское.
29 ноября 2006 года Кировский сельский округ исключён из учётных данных административно-территориальных и территориальных единиц Московской области.